# Лурд (аеропорт)
Аеропорт Тарб-Лурд-Піренеї (фр. Aéroport de Tarbes-Lourdes-Pyrénées) (IATA: LDE, ICAO: LFBT) — цивільний аеропорт розташований за 9 км на південний захід від Тарбу у Французькому департаменті Верхні Піренеї. Обслуговує регулярні та чартерні рейси з усієї Європи, через нього прямують католицькі прочани до сусіднього Лурда. Аеропорт може працювати з великими літаками, такими як Boeing 747.
Аеропорт також є базою льотних випробувань легких літаків заводу DAHER-SOCATA, а також штаб-квартирою та цвинтарем літаків компанії Tarmac Aerosave, яка займаться технічним обслуговуванням та зберіганням літальних апаратів.

## Авіалінії та напрямки

### Пасажирські
| Авіакомпанія      | Пункт призначення                                                                       |
| ----------------- | --------------------------------------------------------------------------------------- |
| Air Malta         | Мальта                                                                                  |
| AlbaStar          | Мілан-Бергамо, Рим-Фіумічіно Сезонний чартер: Бірмінгем                                 |
| Brussels Airlines | Брюссель                                                                                |
| Enter Air         | Сезонний чартер: Маастрихт/Аахен                                                        |
| HOP!              | Париж-Орлі                                                                              |
| Mistral Air       | Неаполь                                                                                 |
| Ryanair           | Краків, Лондон-Станстед, Рим-Чіампіно Сезонний: Мілан-Бергамо, Дублін (з 3 червня 2019) |
| Titan Airways     | Сезонний чартер: Бірмінгем, Ньюкасл                                                     |
| TUI fly Belgium   | Сезонний: Брюссель                                                                      |

### Вантажні
| Авіакомпанія | Пункт призначення                     |
| ------------ | ------------------------------------- |
| Mistral Air  | Мілан-Мальпенса, Рим-Фіумічіно, Турин |

## Статистика
| Рік  | Пасажири | Не low-cost | Комерційні рейси | Не комерційні рейси |
| ---- | -------- | ----------- | ---------------- | ------------------- |
| 2022 | 403 325  | 301 967     | 4685             | 3478                |
| 2021 | 122 732  | 55 366      | 2541             | 3659                |
| 2020 | 77 514   | 30 966      | 1592             | 3892                |
| 2019 | 466 325  | 156 538     | 4799             | 10 792              |
| 2018 | 462 072  | 138 032     | 4871             | 13 351              |
| 2017 | 434 619  | 113 878     | 4703             | 11 893              |
| 2016 | 381 549  | 74 345      | 4743             | 10 198              |
| 2015 | 371 317  | 64 456      | 4842             | 10 804              |
| 2014 | 388 258  | 52 860      | 5049             | 12 468              |
| 2013 | 382 186  | 53 992      | 4932             | 6385                |
| 2012 | 409 465  | 52 071      | 5073             | 12 248              |
| 2011 | 452 327  | 41 683      | 5485             | 11 464              |
| 2010 | 436 887  | 6842        | 5620             | 10 291              |
| 2009 | 481 004  | 0           | 5734             | 10 936              |
| 2008 | 698 897  | 0           | 7078             | 14 887              |
| 2007 | 444 258  | 0           | 5388             | 19 996              |
| 2006 | 450 547  | 0           | 5402             | 20 309              |
| 2005 | 462 148  | 0           | 5433             | 20 216              |
| 2004 | 411 097  | 0           | 4367             | 20 095              |
| 2003 | 378 923  | 0           | 3955             | 19 823              |
| 2002 | 444 284  | 0           | 4659             | 18 583              |
| 2001 | 418 621  | 0           | 4356             | 17 785              |
| 2000 | 440 417  | 0           | 4238             | 17 957              |
| 1999 | 461 897  | 0           | 4145             | 17 676              |
| 1998 | 504 066  | 0           | 4055             | 17 356              |
| 1997 | 528 342  | 0           | 4065             | 17 858              |